# Sawar
Als Sawar (von pers.: سوار, "sawār" = Reiter) wurden im 18. und 19. Jahrhundert indische Soldaten bezeichnet, die der Kavallerie angehörten. Indische Infanteristen dagegen bezeichnete man als Sepoy (von pers.: sipahi = Soldat). Beschäftigt wurden die Soldaten von der Britischen Ostindien-Kompanie, die bis zum Indischen Aufstand von 1857 in Indien im Namen des Britischen Imperiums die Herrschaft ausübten. Die Britische Ostindien-Kompanie unterhielt insgesamt drei Armeen, die sich überwiegend aus Indern zusammensetzten. Die Offiziersposten waren jedoch Briten vorbehalten.
In den Auseinandersetzungen des Indischen Aufstands von 1857 spielen Sawars eine entscheidende Rolle. Nach den ersten Aufständen am 10. Mai 1857 in Merath waren sie die ersten, die sich in Delhi einfanden und die Unterstützung des Großmoguls einforderten. Der Aufstand wird jedoch häufig als Sepoy-Aufstand bezeichnet, weil diese Bezeichnung auf alle indischen Soldaten ausgedehnt wurde.